# Orcinolo
L'orcinolo è un composto organico fenolico presente in molte specie di licheni, tra cui Roccella tinctoria e Lecanora.
È stato ottenuto nel 1829 dal chimico francese Jean Pierre Robiquet, da un lichene del genere Roccella, trattando un estratto dello stesso con alcali.

## Sintesi e reazioni
L'orcinolo è stato inizialmente preparato dall'acido deidroacetico, una conversione che ha comportato l'apertura dell'anello del pirone in un trichetone. Questo primo esperimento ha contribuito a stabilire la vasta chimica della condensazione dei polichetidi. Può essere ottenuto mescolando l'estratto di aloe con la potassa, seguito dall'acidificazione.
Subisce o-metilazione con dimetilsolfato.
Viene utilizzato nella produzione di colorante orceina e come reagente in alcuni test chimici per pentosi, come il test di Bial. Può essere sintetizzato dal toluene; più interessante è la sua produzione quando l'estere dicarbossilico dell'acetone viene condensato con l'aiuto del sodio. Si cristallizza in prismi incolori con una molecola d'acqua, che divengono rossi per esposizione all'aria. Il cloruro ferrico dona una colorazione bluastro-viola in soluzione acquosa. A differenza del resorcinolo, non fornisce fluoresceina con anidride ftalica. Il 4-metilcatecolo è un isomero, trovato come suo etere metilico nel catrame di faggio.